# Kazuharu Ishida
Kazuharu Ishida (jap. 石田和春 Ishida Kazuharu; ur. 5 kwietnia 1948 w prefekturze Akita) – japoński zapaśnik walczący w stylu klasycznym. Olimpijczyk z Monachium 1972, gdzie zajął piąte miejsce w kategorii 48 kg.
Odpadł w eliminacjach mistrzostw świata w 1975. Srebrny medalista igrzysk azjatyckich w 1974 roku.